# Damián Ensema
Damián Gregorio Ensema Ondo (* 21. Januar 1981 in Äquatorialguinea), auch in der Schreibweise Damián Ensema oder Damián Enzema bekannt, ist ein ehemaliger äquatorialguineischer Fußballspieler auf der Position eines Verteidigers. Er war zuletzt für Deportivo Mongomo und die äquatorialguineische Fußballnationalmannschaft aktiv.

## Karriere

### Verein
Seine Vereinskarriere begann Ensema in seiner äquatorialguineischen Heimat, wo er ab dem Jahr 2003 im Kader des Hauptstadtklubs Atlético Malabo stand. Ob er dem Verein bereits davor angehörte, ist aus den Quellen hingegen nicht ersichtlich. Im Jahr 2003 gewann er, an der Seite der Mittelfeldspieler Deogracias Abaga, José Ncogo und Lino Makuba, seine erste äquatorialguineische Meisterschaft. Informationen, ob er im gleichen Jahr auch im Finale gegen Deportivo Mongomo den Nationalen Pokal gewann, sind aus den Quellen jedoch nicht zu entnehmen. An den Erfolg der äquatorialguineischen Meisterschaft konnte er mit der Mannschaft ein Jahr später nicht mehr anknüpfen.  Anfang 2005 verließ er den afrikanischen Kontinent in Richtung Spanien und schloss sich dort den unterklassigen kastilischen Verein CDEFB Valdepeñas an. Nach nur einer Saison wechselte er zum ebenfalls unterklassigen Verein CF Amposta in die Region Katalonien. Mit der Mannschaft platzierte Ensema sich auf den siebten Platz der regionalen Meisterschaft. 2007 verließ er Spanien endgültig und kehrte in seine äquatorialguineischen Heimat zurück, wo er sich erneut den Hauptstadtklub Atlético Malabo anschloss. In seiner Debütsaison stand er im Finale der Copa Equatoguineana 2007, wo er sich mit der Mannschaft jedoch den Ligakonkurrenten Akonangui FC mit 2:0 geschlagen geben musste. Auch in den kommenden zwei Spielzeiten konnte er mit den Verein keine nationalen Titel gewinnen. 2009 wechselte er innerhalb der Primera Division de Honor zum Ligakonkurrenten Deportivo Mongomo. Hier gewann Ensema ein Jahr später seine erste äquatorialguineische Meisterschaft. Im Finale um die Trofeo Teodoro Nguema Obiang Mangue, musste sich die Mannschaft um Ensema, Juan Simeón Esono und Torhüter Achille Pensy, den Ligakonkurrenten Leones Vegetarianos FC mit 2:1 geschlagen geben. Ob er seine Karriere nach Ablauf der Saison 2010 beendete, weiterhin im Kader von Deportivo Mongomo verblieb oder zu einem anderen Verein wechselte und dort seine Karriere fortführte, ist nicht bekannt.

### Nationalmannschaft
Sein Debüt für die äquatorialguineische Fußballnationalmannschaft gab Ensema am 16. November 2003, im Rahmen der Qualifikation zur Fußball-Weltmeisterschaft 2006 unter dem damaligen Trainer Óscar Engonga, gegen die Mannschaft aus Togo (2:0). Er nahm an Qualifikationsspielen zur Fußball-Weltmeisterschaft 2010 und der Afrikameisterschaft 2008 teil, konnte dabei jedoch keine nennenswerten Erfolge erzielen. Zudem war er gemeinsam mit Juvenal und Torhüter Silvestre Ecolo Teilnehmer des CEMAC Cup 2007. Ensema schied mit der Mannschaft aber bereits in der Vorrunde nach einer Niederlage gegen die Republik Kongo (2:1) und einen Remis gegen Gabun (1:1) aus. Seinen letzten Einsatz im Trikot der Nzalang Nacional bestritt er am 28. März 2009 im Freundschaftsspiel gegen die Mannschaft des afrikanischen Inselstaates Kap Verde (5:0).

### Erfolge
Verein
- Äquatorialguineischer Meister: 2010